# Божевілля (фільм, 2005)
«Божевілля» (чеськ. Sílení) — чеський фільм жахів Яна Шванкмаєра 2005 року.
Молодий чоловік Жан Берло отримує несподівану прихильність таємничого Маркіза. В його палаці Жан стає свідком оргії, що веде до здійснення кошмарів, які переслідують Жана. Сюжет регулярно доповнюють алегоричні сцени, де нутрощі поводяться, як живі істоти.

## Сюжет
Молодий француз Жан Берло після похорону матері зупиняється в невеликому готелі. Він страждає від кошмарів, де його схоплюють санітари в божевільні. Уві сні вони стукають в двері, а сорочка повзе до дверей, щоб відчинити їх. Відбиваючись від санітарів, Берло випадково спричиняє пожежу насправді. Зранку йому повідомляють, що всі збитки відшкодував таємничий Маркіз. Цей старомодно одягнений чоловік замовляє для Берло сніданок і запрошує до свого маєтку, але не відповідає на питання чому так прихильно ставиться до Берло. Вони їдуть далі в кареті, запряженій кіньми.
Маркіз наказує неухильно слухатися його і виганяє Берло посеред поля в зливу, а потім несподівано повертається за ним. Карета приїжджає до старого палацу, де Маркіз натякає, що відрізав своєму слузі Домініку язик. Вночі Берло стає свідком того як Маркіз бере участь у блюзнірській оргії. Маркіз забиває в скульптуру Христа цвяхи, розділяє зі слугою та незнайомцем пиріг у формі хреста, а потім вони ґвалтують монашок. Також там присутня дівчина, яка сидить осторонь, але фізично страждає від побаченого.
Зранку Берло заявляє Маркізу, що бачив нічну оргію і не бажає лишатися в палаці. Той розповідає йому свої погляди на природу — сліпу жорстоку силу, та Бога — вигадку, що виправдовує слабкість людей, нездатних творити справжнє зло. Берло застерігає боятися Божої кари і Маркіз давиться сніданком.
Домінік передає Берло записку від Маркіза з проханням виконати його останню волю, якою б дивною вона не виглядала. Вони ховають ще живого Маркіза у склепі, який раптом встає і пояснює, що хотів таким чином вилікуватися. Маркіз стверджує, що його та Берло долі дуже схожі. Він намагався заглушити почуття від смерті матері в оргіях, але зрозумів, що повинен сам пережити смерть.
Берло знову бачить кошмар про санітарів і Маркіз радить йому полікуватися в незвичайній лікарні для душевнохворих, якою завідує його друг Мурлопп, ще один учасник оргій.
У лікарні божевільні вільно ходять між палатами, а лікарі дозволяють робити їм що заманеться. Також там повно білих курей. В божевільні працює медсестрою й інша учасниця оргій Маркіза — Шарлотта. Вона застерігає Берло, що тутешні лікарі — самозванці. Насправді рік тому під проводом Маркіза і його друзів в лікарні відбулося повстання божевільних, і справжній директор разом з персоналом були кинуті до підвалу. Шарлотту примусили до участі в оргіях і вона сподівається, що Берло звільнить її. Берло разом з Шарлоттою розігрують «живу картину» Делакруа «Свобода, що веде народ», під прикриттям підготовки до чого шукають ключі від підвалу. Потім Шарлотту знову забирають для оргій, а Берло знаходить ключі та випускає в'язнів, які обросли курячими пір'ям. Вони б'ють божевільних і повертають собі людську подобу.
Справжній директор Кульмьєр пояснює своєму визволителю, що Маркіз теж був лікарем і збожеволів, захопившись своєю практикою збереження балансу духу й тіла за допомогою тортур. Директор влаштовує розправу над Маркізом та іншими божевільними. При допомозі Шарлотти він відрізає Маркізу язик. Берло заявляє, що хоче піти, на що директор відповідає — зараз не час, хоча в принципі згідний його відпустити. Той спускається до підвалу, де новий в'язень, якому викололи очі, глузує з нього. Берло усвідомлює, що Шарлотта — це коханка директора, і вони також божевільні. Коли він в розпачі повертається до своєї палати, туди залазять санітари і його кошмар збувається. Директор обіцяє, що «вилікує» Берло.

## У ролях
- Павло Лишка — Жан Берло
- Ян Тршіска — Маркіз
- Анна Гейслерова — Шарлотта
- Ярослав Душек — лікар Мурллопп
- Мартін Губа — лікар Кульмьєр
- Павло Нова — слуга Домінік